# 钳形攻势

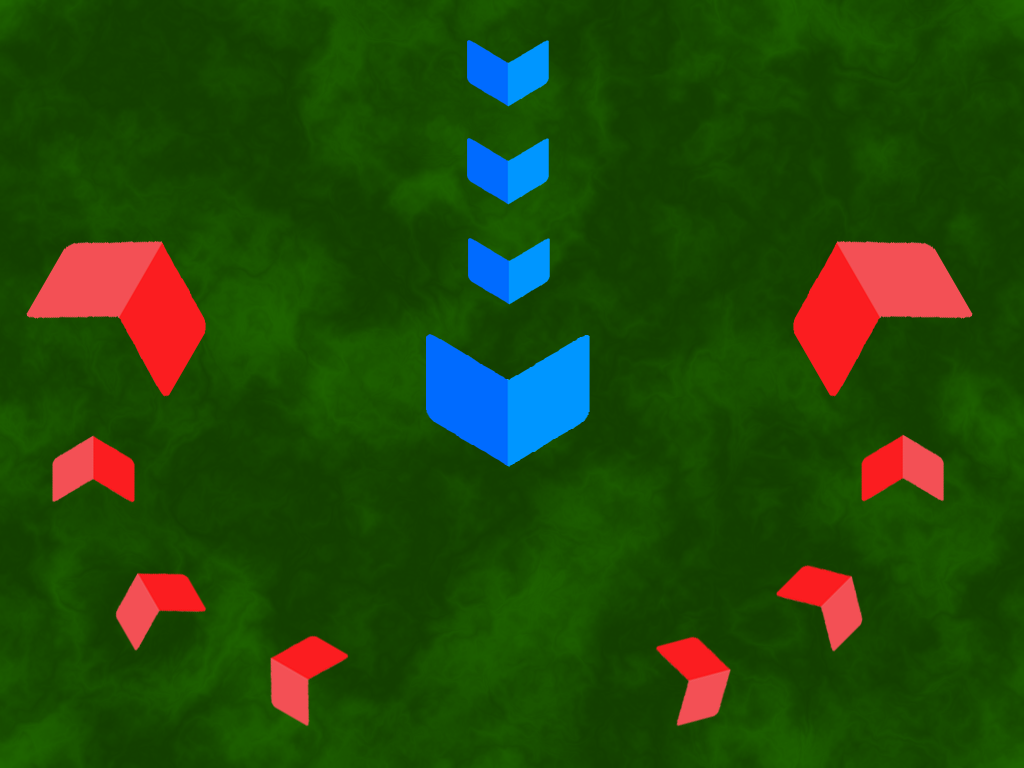
鉗形攻勢的一例，紅軍以二路進攻藍軍

鉗形攻勢是一種戰術。主要是將己方軍隊分成兩路，於兩個方向對敵方進攻。

## 形式
鉗形攻勢優勢是迫使敌方拉长战线、两面作战，能避免利剑攻势所可能带来的阻力和损伤。从军事地图上来看，钳形攻势宛若一只巨蟹的利钳，朝敌方咽部钳去。
钳形攻势的还有分散我方兵力，比起利剑攻势来说，大大减少了敌方单次攻击所造成的伤害。但其劣勢為需要大量军队参与，分散的兵力又增加了被围歼的危险。

## 钳形攻势案例
- 馬拉松戰役
- 希達斯皮斯河戰役
- 坎尼戰役
- 瓦拉哈戰役（英语：Battle of Walaja）
- 曼齊刻爾特戰役
- 第一次摩哈赤戰役
- 肯彭戰役
- 弗斯霍瓦戰役（英语：Battle of Fraustadt）
- 基爾庫克戰役（英语：Battle of Kirkuk (1733)）
- 圖德拉戰役
- 奧卡尼亞戰役
- 基輔戰役 (1941年)
- 2022年烏克蘭哈爾科夫反攻
- 赫爾松戰役
- Tenet（電影）